# Seleção Bahamense de Basquetebol
A Seleção Bahamense de Basquetebol é a equipe que representa Bahamas em competições internacionais de Basquetebol. É gerida pela Bahamas Basketball Federation, filiada a Federação Internacional de Basquetebol desde 1962.